# Bugrane épineuse
Ononis spinosa
Espèce
Classification APG III (2009)
La Bugrane épineuse (Ononis spinosa) est une espèce de plantes à fleurs du genre Ononis et de la famille des Fabaceae, également connue sous le nom de « Arrête-bœuf ».
Elle est utilisée en phytothérapie, principalement pour des affections des reins et de la vessie.

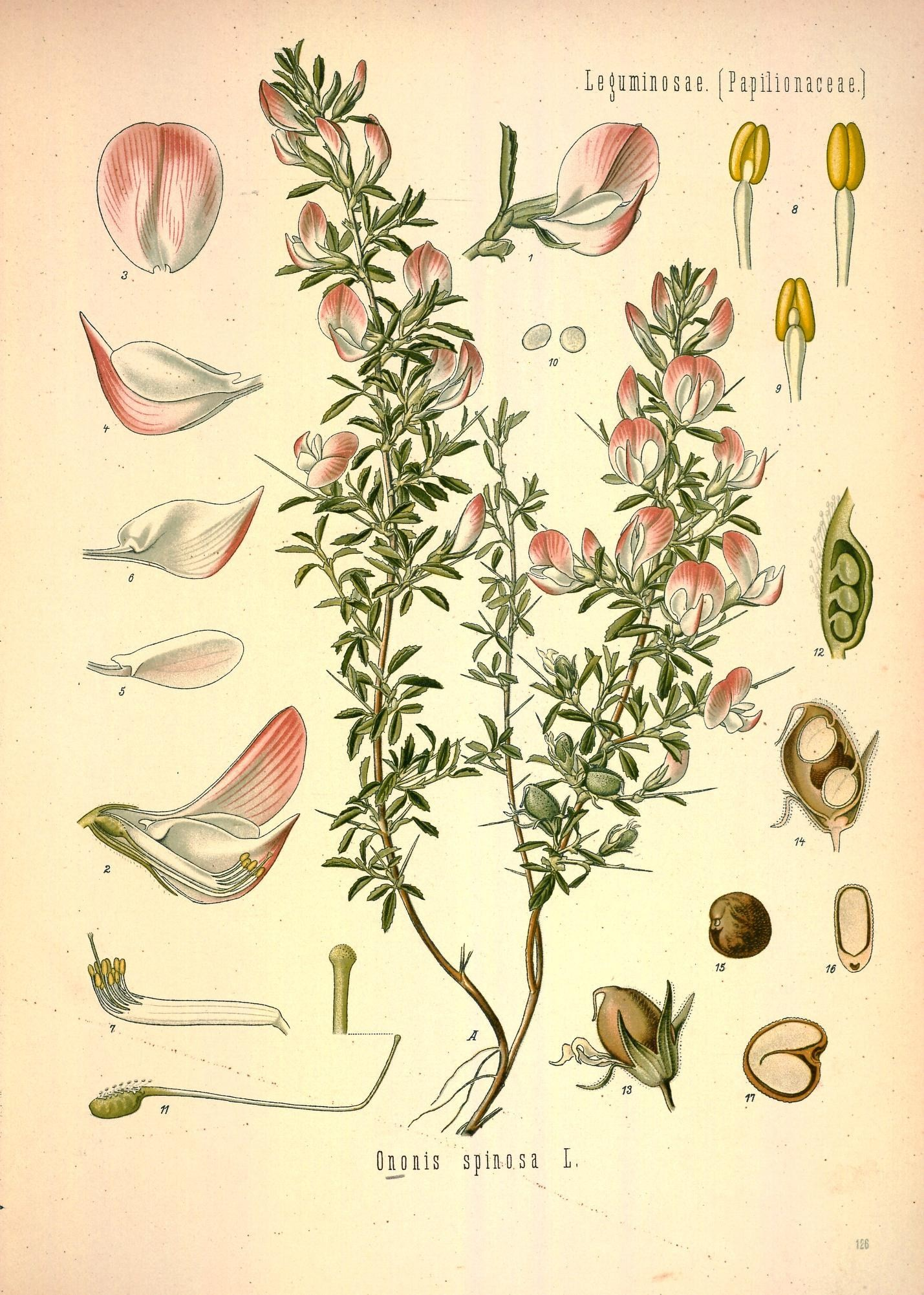
Pl. 126 Köhler's Medizinal-Pflanzen in naturgetreuen Abbildungen mit kurz erläuterndem Texte.

## Étymologie
Son nom Ononis spinosa vient du mot grec onos, « âne », et de oninemi qui signifie « qui plaît aux ânes », car ceux-ci apprécient particulièrement d'en manger. De plus comme la deuxième partie de son nom l'indique (spinosa signifie épineuse en latin), les ânes l'apprécient également car la présence d'épines leur permet de s'y gratter le dos. L'appellation "Arrête-Bœuf" évoque la résistance des racines lors du passage de la charrue,,.

## Description
La bugrane épineuse forme des sous-arbrisseaux ligneux vivaces et épineux, aux rameaux pouvant s'élever jusqu'à 60cm. Elle se retrouve principalement dans les terres calcaires, dans les prairies, les talus et les digues. Elle fleurit de juin à aout et ses fleurs sont généralement de couleur blanc rosé, parfois blanches ou lilas, de type papilionacées,.

### Appareil végétatif
Ononis spinosa est un sous-arbrisseau ligneux à racines pivotantes vivaces. Les tiges sont cylindriques, dressées ou ascendantes, et n'atteignent jamais plus de un mètre (30-60 cm), elles sont épineuses et présentent deux rangées de poils.
Les feuilles sont alternes et courtement pétiolées. Les feuilles inférieures sont composées pennées à 3 folioles, entières et glabres tandis que les feuilles supérieures,les plus jeunes, sont petites et simples. Elles présentent des stipules verts, triangulaires à lancéolés, persistants et soudés à la base du pétiole.
Les racines de la bugrane épineuse ont une odeur âcre

### Appareil reproducteur
Les fleurs sont zygomorphes et de type papilionacée, le plus souvent roses mais pouvant être blanches ou lilas. Elles forment des inflorescences de type racème à l'aisselle des feuilles et sont sous-tendues par des bractées.
Leur calice monosépale est composé de 5 lobes et fortement poilu. La corolle est papilionacée, elle est composée d'un étendard redressé et suborbiculaire, d'ailes étroites et oblongues à l'extrémité incurvée et pointue et d'une carène
L'androcée est composé de 9 à 10 étamines monadelphes à filets glabres. Le gynécée est composé d'un style cylindrique, l'ovaire est supère.

### Fruit
Le fruit est enfermé dans le calice mais est plus long que ce dernier. Il s'agit d'une gousse uniloculaire, glabre ou légèrement poilue, oblongue ou ellipsoïde, ne renfermant généralement qu'une graine et déhiscente. La graine est réniforme à surface rugueuse, de couleur vert olive à noir.

### Sous-espèces
- Ononis spinosa subsp. antiquorum (L.) Briq.[6]
- Ononis spinosa subsp. arvensis (L.) Greuter & Burdet
- Ononis spinosa subsp. australis (Sirj. (es)) Greuter & Burdet[8],[9],[n 1]
- Ononis spinosa subsp. austriaca (Beck) Gams (en)[6]
- Ononis spinosa subsp. hircina (Jacq.) Gams (en) (field restharrow)[6]
- Ononis spinosa subsp. leiosperma (Boiss.) Sirj. (es)[6]
- Ononis spinosa subsp. maritima (Dumort. ex Piré) P.Fourn.[10],[11],[12] ; synonyme Ononis repens L.
- Ononis spinosa subsp. procurrens (Wallr.) Briq. (common restharrow)[6],[11],[13]
- Ononis spinosa subsp. pseudohircina (Schur) B.Bock[14],[15],[n 2]
- Ononis spinosa subsp. spinosa[6]

## Écologie

### Habitat et répartition
La bugrane épineuse est largement répandue en Europe, on la retrouve également en Asie mineure et en Afrique du Nord. Elle se trouve à des altitudes allant jusque 1 500 m,,.
Cette plante était autrefois très répandue mais est aujourd'hui de plus en plus rare, on ne la retrouve par exemple presque plus au Royaume-Uni ou en Europe du Sud. En revanche, elle a été introduite dans certains pays comme les États-Unis.
Elle se développe dans les prairies et les pâturages secs, au bord des chemins et des champs ainsi que dans les régions tourbeuses et les dunes de sable. Cette plante se trouve principalement dans les terres argileuses ou calcaires, dans des zones suffisamment ensoleillées,. Elle contribue à l'amélioration des sols dans les terrains pauvres et sablonneux car elle fixe l'azote.

### Conditions environnementales
La bugrane peut se retrouver sur les côtes ou dans les terres mais vit dans des climats tempérés (pas de températures extrêmes). Elle supporte bien les fortes luminosités mais supporte mal l'humidité, que ce soit l'humidité ambiante ou du sol.
Au niveau du sol, celui-ci doit être suffisamment meuble et de pH plutôt basique. Ononis spinosa supporte bien de faibles taux de nutriments et de matière organique, mais supporte très mal une haute salinité du sol.

### Cycle de vie et interactions avec les animaux
La bugrane épineuse fleurit de juin à août. Comme les autres plantes de la famille des fabacées, elle est majoritairement autogame, c'est-à-dire qu'elle fait de l'autopollinisation, phénomène qui est facilité par la morphologie de ses fleurs.[réf. nécessaire] Il arrive toutefois que la pollinisation se fasse par l'intermédiaire d'insectes,,, favorisant alors les croisements entre plantes
Le fruit étant déhiscent, il s'ouvre pour laisser s'échapper les graines. Celles-ci peuvent alors être dispersées, notamment par des animaux (les légumineuses résistent bien au passage dans l'estomac des animaux tel que chez l'âne par exemple).

## Propriétés

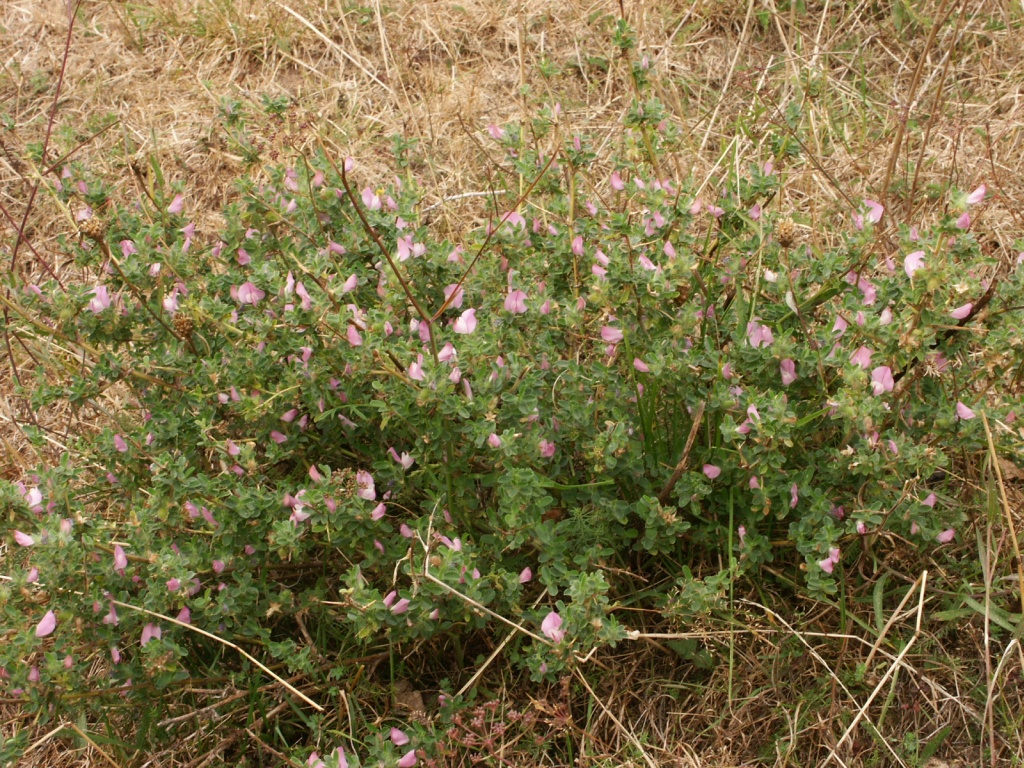
Ononis spinosa.

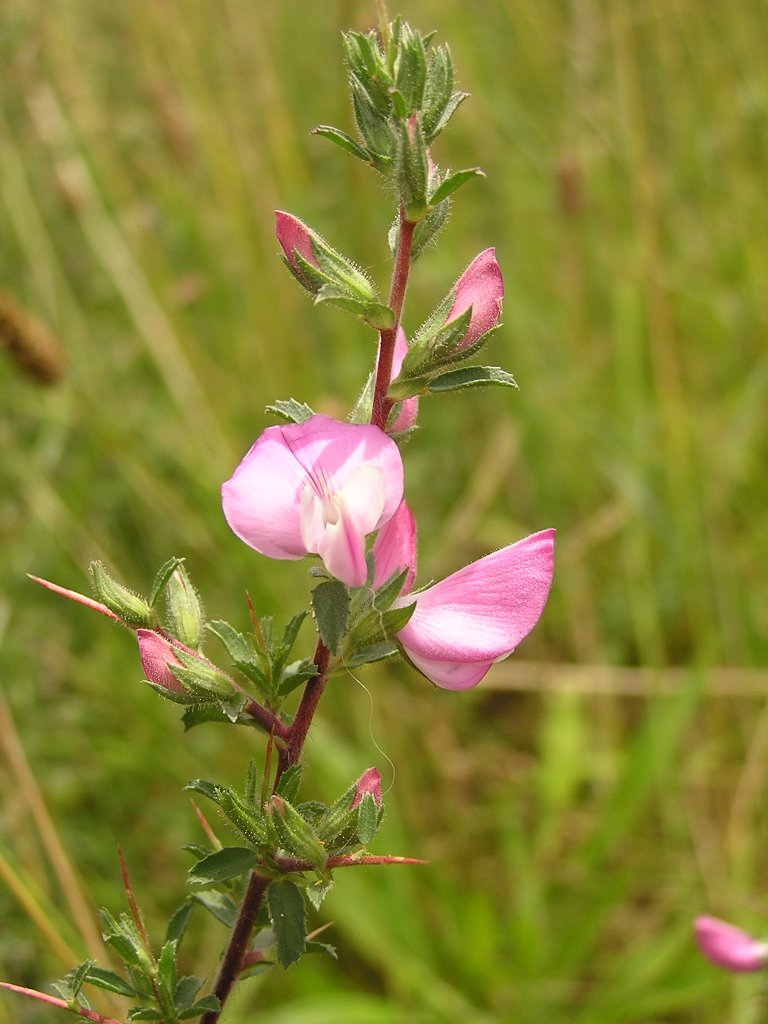
Ononis spinosa.

### Constituants principaux
On retrouve des huiles essentielles en quantités minimes, des isoflavonoides (typiques des racines de fabacées) et des stérols (principalement des β-sitosterol, stigmasterol, campesterol, cholesterol et α-spinasterol).
Les molécules d'importance médicinale sont la spinonine, un glucoside de structure inhabituelle aux propriétés antibactériennes, ;
et la saponine, un triterpénoïde responsable de l'effet diurétique de la bugrane.
On trouve également dans Ononis spinosa des tanins, du saccharose, des lipides et de l'acide citrique.

## Utilisations

### Usage médicinal
On utilise la racine broyée d'Ononis spinosa dans des préparations ayant plusieurs usages. Cette racine a une odeur douceâtre et nauséabonde et a un goût amer. Elle est majoritairement utilisée sous forme d'infusion ou de décoction.
Elle est principalement reconnue pour ses effets sur la vessie (diurétique) et sur les reins lorsqu'elle est consommée de manière interne, mais on en fait également une utilisation externe pour guérir les plaies et lutter contre l'eczéma et d'autres maladies de peau. On remarque également des effets antibactérien, antifongique, antiviral et analgésique,,.
Un effet d'inhibition de la production d'anion superoxyde par des extraits d’Ononis spinosa a également été mis en évidence.
Voici quelques effets de la bugrane épineuse et les composés qui les provoquent :
- Action diurétique par les isoflavones et salidiurétique par la genisteine[26].
- Diminution de la sensibilité nociceptive thermique par l'inhibition du TRPM3 par l'ononétine[27].
- Effet antalgique de l'extrait aqueux[28].
- Effet anti-inflammatoire par l'inhibiton de la 5-lipoxygénase par la médicarpine[29].
- Activité antibactérienne par la spinonine et l'ononine[22].
- Activité antifongique lors de l'application de cendres issues des racines[30]

Toutefois, au niveau scientifique, un faible nombre d'études confirment sa véritable efficacité notamment du point de vue des affections rénales et de la vessie. De plus, par manque de données, la bugrane ne devrait pas être donnée à un enfant de moins de 12 ans, à la femme enceinte ou allaitante.

## Histoire
Au IVe siècle av. J.-C., le philosophe grec Théophraste donne la première description botanique de cette plante, qui attire alors l'attention par ses vertus thérapeutiques. Dans des écrits postérieurs à l'Antiquité romaine, le médecin grec Galien met en évidence les propriétés de la bugrane en tant que stimulant de l'excrétion et réduisant les calculs urinaires.